# Primula concholoba
Primula concholoba är en viveväxtart som beskrevs av Otto Stapf och Sealy. Primula concholoba ingår i släktet vivor, och familjen viveväxter. Inga underarter finns listade i Catalogue of Life.